# NGC 3975
NGC 3975 est une galaxie spirale relativement éloignée et située dans la constellation de la Grande Ourse. NGC 3975 a été découverte par l'astronome irlandais Lawrence Parsons en 1874.

## Caractéristiques
Sa vitesse par rapport au fond diffus cosmologique est de 10 007 ± 10 km/s, ce qui correspond à une distance de Hubble de 148 ± 10 Mpc (∼483 millions d'al).
La classe de luminosité de NGC 3975 est II.

## Paire de galaxies
Selon Vaucouleurs et Corwin, NGC 3975 et NGC 3978 forment une paire de galaxies.